# マイネルエンペラー
マイネルエンペラーとは、
1. 1993年産のサラブレッド競走馬。父シンボリルドルフ、母グリーノアガーデンの血統の牡馬、成績は14戦1勝（地方3戦0勝）、1996年の共同通信杯4歳ステークスで3着に入っている[1]。
2. 2020年産のサラブレッド競走馬。本項で記述。

マイネルエンペラー（欧字名:Meiner Emperor、2020年3月13日 - ）は、日本の競走馬。主な勝ち鞍は2025年の日経賞。
馬名の意味は、冠名＋皇帝。

## 経歴
2022年10月29日、阪神競馬場5Rの2歳新馬戦で、鞍上和田竜二にてデビュー。直線最内を一気に抜け出し、デビュー戦での初勝利を収めた。
迎えた3歳シーズン、皐月賞トライアルの若葉ステークスは5着、重賞初挑戦となったダービートライアルの青葉賞は7着に敗れ、クラシック出走はかなわなかった。年後半は自己条件で走り、11月26日の3歳以上1勝クラスで2勝目、続く12月17日の尾張特別で3勝目を挙げた。
4歳シーズンは3勝クラスで足踏みが続いたが、年末のオリオンステークスでようやくのシーズン初勝利を挙げ、オープンクラスに昇級した。
5歳シーズンは1月19日の日経新春杯より始動。7番人気とそこまで期待されていなかったが、直線でしぶとく伸びて3着に入った。3月29日の日経賞は3コーナー過ぎでスパートを開始し、最後まで脚色衰えることなく後続の追撃を振り切って念願の重賞初優勝を果たした。

## 競走成績
以下の内容は、netkeiba.comおよびJBISサーチに基づく。
| 競走日     | 競馬場 | 競走名         | 格  | 距離（馬場）  | 頭 数 | 枠 番 | 馬 番 | オッズ （人気） | 着順 | タイム （上り3F） | 着差 | 騎手          | 斤量 [kg] | 1着馬（2着馬）         | 馬体重 [kg] |
| ---------- | ------ | -------------- | --- | ------------- | ----- | ----- | ----- | --------------- | ---- | ----------------- | ---- | ------------- | --------- | ---------------------- | ----------- |
| 2022.10.29 | 阪神   | 2歳新馬        |     | 芝2000m（良） | 11    | 7     | 8     | 004.70（2人）   | 01着 | R2:01.9（34.0）   | -0.3 | 0和田竜二     | 55        | （ペネトレイトゴー）   | 454         |
| 0000.12.10 | 阪神   | エリカ賞       | 1勝 | 芝2000m（良） | 13    | 6     | 9     | 006.40（4人）   | 04着 | R2:01.1（35.5）   | -0.4 | 0泉谷楓真     | 55        | レミージュ             | 462         |
| 2023.01.14 | 中京   | 3歳1勝クラス   |     | 芝2200m（重） | 6     | 1     | 1     | 005.10（4人）   | 02着 | R2:17.0（35.3）   | -0.3 | 0和田竜二     | 56        | ショウナンバシット     | 456         |
| 0000.03.18 | 阪神   | 若葉S          | L   | 芝2000m（稍） | 9     | 1     | 1     | 008.40（3人）   | 05着 | R2:03.0（34.3）   | -0.3 | 0和田竜二     | 56        | ショウナンバシット     | 454         |
| 0000.04.29 | 東京   | 青葉賞         | GII | 芝2400m（良） | 15    | 1     | 1     | 066.9（10人）   | 07着 | R2:25.0（35.4）   | -1.1 | 0和田竜二     | 56        | スキルヴィング         | 460         |
| 0000.10.14 | 京都   | 3歳上1勝クラス |     | 芝2400m（良） | 10    | 2     | 2     | 003.20（2人）   | 02着 | R2:25.2（33.9）   | -0.4 | 0岩田望来     | 55        | ケイアイサンデラ       | 464         |
| 0000.11.04 | 京都   | 3歳上1勝クラス |     | 芝2200m（良） | 11    | 7     | 8     | 004.00（2人）   | 04着 | R2:12.5（34.2）   | -0.4 | 0吉田隼人     | 56        | ジューンアヲニヨシ     | 468         |
| 0000.11.26 | 京都   | 3歳上1勝クラス |     | 芝2000m（良） | 14    | 3     | 3     | 002.90（1人）   | 01着 | R2:00.9（34.5）   | -0.1 | 0横山武史     | 56        | （ブリタニア）         | 472         |
| 0000.12.17 | 中京   | 尾張特別       | 2勝 | 芝2200m（良） | 9     | 5     | 5     | 003.70（3人）   | 01着 | R2:15.1（34.1）   | -0.0 | 0松岡正海     | 56        | （メイショウゲキリン） | 472         |
| 2024.01.08 | 京都   | 寿S            | 3勝 | 芝2000m（良） | 12    | 8     | 12    | 009.00（5人）   | 08着 | R2:01.1（35.7）   | -0.8 | 0松山弘平     | 57        | デビットバローズ       | 472         |
| 0000.01.28 | 京都   | 八坂S          | 3勝 | 芝2200m（良） | 12    | 3     | 3     | 018.20（8人）   | 04着 | R2:13.1（36.1）   | -0.4 | 0坂井瑠星     | 57        | サスツルギ             | 470         |
| 0000.07.07 | 函館   | 五稜郭S        | 3勝 | 芝1800m（稍） | 14    | 6     | 9     | 007.80（3人）   | 02着 | R1:49.7（35.8）   | -0.3 | 0横山武史     | 58        | キミノナハマリア       | 480         |
| 0000.07.27 | 札幌   | STV賞          | 3勝 | 芝2000m（良） | 14    | 1     | 1     | 004.60（2人）   | 06着 | R2:01.1（34.5）   | -0.5 | 0横山武史     | 57        | フェアエールング       | 482         |
| 0000.08.24 | 札幌   | WASJ第2戦      | 3勝 | 芝2000m（良） | 14    | 8     | 13    | 004.90（2人）   | 07着 | R2:00.7（37.4）   | -0.6 | 0武豊         | 58        | シュバルツクーゲル     | 488         |
| 0000.09.28 | 中京   | 高山S          | 3勝 | 芝2000m（良） | 13    | 4     | 4     | 007.70（4人）   | 03着 | R2:00.1（35.2）   | -0.2 | 0A.シュタルケ | 58        | マコトヴェリーキー     | 474         |
| 0000.10.20 | 東京   | 甲斐路S        | 3勝 | 芝2000m（良） | 8     | 2     | 2     | 015.40（5人）   | 02着 | 02:00.8（33.8）   | -0.3 | 0松岡正海     | 58        | トーセンリョウ         | 476         |
| 0000.11.17 | 京都   | 比叡S          | 3勝 | 芝2400m（良） | 17    | 5     | 9     | 022.50（7人）   | 02着 | R2:24.6（34.8）   | -0.1 | 0津村明秀     | 57        | ヴェローチェエラ       | 478         |
| 0000.12.08 | 京都   | オリオンS      | 3勝 | 芝2200m（良） | 12    | 6     | 7     | 004.00（2人）   | 01着 | 02:13.8（33.5）   | -0.0 | 0L.デットーリ | 58        | （シェイクユアハート） | 480         |
| 2025.01.19 | 中京   | 日経新春杯     | GII | 芝2200m（良） | 16    | 1     | 1     | 015.00（7人）   | 03着 | 02:10.4（36.3）   | -0.6 | 0幸英明       | 55        | ロードデルレイ         | 486         |
| 0000.03.29 | 中山   | 日経賞         | GII | 芝2500m（良） | 15    | 5     | 8     | 007.40（2人）   | 01着 | R2:36.1（37.0）   | -0.0 | 0丹内祐次     | 57        | （チャックネイト）     | 488         |
| 0000.05.04 | 京都   | 天皇賞（春）   | GI  | 芝3200m（良） | 15    | 6     | 11    | 019.70（8人）   | 05着 | R3:15.0（36.7）   | -1.0 | 0丹内祐次     | 58        | ヘデントール           | 488         |

- 競走成績は2025年5月4日現在

## 血統表
| マイネルエンペラーの血統    | マイネルエンペラーの血統                                  | マイネルエンペラーの血統        | （血統表の出典）                | （血統表の出典） |
| 父系                        | サンデーサイレンス系/ヘイロー系                           | サンデーサイレンス系/ヘイロー系 | サンデーサイレンス系/ヘイロー系 | [ § 2 ]          |
| 父 ゴールドシップ 芦毛 2009 | 父の父ステイゴールド 黒鹿毛 1994                          | *サンデーサイレンス             | Halo                            | Halo             |
| 父 ゴールドシップ 芦毛 2009 | 父の父ステイゴールド 黒鹿毛 1994                          | *サンデーサイレンス             | Wishing Well                    |                  |
| 父 ゴールドシップ 芦毛 2009 | 父の父ステイゴールド 黒鹿毛 1994                          | ゴールデンサッシュ              | *ディクタス                     | *ディクタス      |
| 父 ゴールドシップ 芦毛 2009 | 父の父ステイゴールド 黒鹿毛 1994                          | ゴールデンサッシュ              | ダイナサッシュ                  |                  |
| 父 ゴールドシップ 芦毛 2009 | 父の母ポイントフラッグ 芦毛 1998                          | メジロマックイーン              | メジロティターン                | メジロティターン |
| 父 ゴールドシップ 芦毛 2009 | 父の母ポイントフラッグ 芦毛 1998                          | メジロマックイーン              | メジロオーロラ                  |                  |
| 父 ゴールドシップ 芦毛 2009 | 父の母ポイントフラッグ 芦毛 1998                          | パストラリズム                  | *プルラリズム                   | *プルラリズム    |
| 父 ゴールドシップ 芦毛 2009 | 父の母ポイントフラッグ 芦毛 1998                          | パストラリズム                  | トクノエイティー                |                  |
| 母 マイネテレジア 青毛 2007 | 母の父*ロージズインメイ Roses in May アメリカ 青鹿毛 2000 | Devil His Due                   | Devil's Bag                     | Devil's Bag      |
| 母 マイネテレジア 青毛 2007 | 母の父*ロージズインメイ Roses in May アメリカ 青鹿毛 2000 | Devil His Due                   | Plenty O'Toole                  |                  |
| 母 マイネテレジア 青毛 2007 | 母の父*ロージズインメイ Roses in May アメリカ 青鹿毛 2000 | Tell a Secret                   | Speak John                      | Speak John       |
| 母 マイネテレジア 青毛 2007 | 母の父*ロージズインメイ Roses in May アメリカ 青鹿毛 2000 | Tell a Secret                   | Secret Retreat                  |                  |
| 母 マイネテレジア 青毛 2007 | 母の母マイネヌーヴェル 黒鹿毛 2000                        | *ブライアンズタイム             | Roberto                         | Roberto          |
| 母 マイネテレジア 青毛 2007 | 母の母マイネヌーヴェル 黒鹿毛 2000                        | *ブライアンズタイム             | Kelley's Day                    |                  |
| 母 マイネテレジア 青毛 2007 | 母の母マイネヌーヴェル 黒鹿毛 2000                        | *マイネプリテンダー             | Zabeel                          | Zabeel           |
| 母 マイネテレジア 青毛 2007 | 母の母マイネヌーヴェル 黒鹿毛 2000                        | *マイネプリテンダー             | Giladah                         |                  |
| 母系(F-No.)                 | (FN:6-b)                                                  | (FN:6-b)                        | (FN:6-b)                        | [ § 3 ]          |
| 5代内の近親交配             | Halo 4x5, Hail to Reason 5x5                              | Halo 4x5, Hail to Reason 5x5    | Halo 4x5, Hail to Reason 5x5    | [ § 4 ]          |
| 出典                        | 1. 2. 3. 4.                                               | 1. 2. 3. 4.                     | 1. 2. 3. 4.                     | 1. 2. 3. 4.      |

- 半兄に2021年の新潟記念を制したマイネルファンロン（父ステイゴールド）、全姉に2021年の優駿牝馬を制したユーバーレーベンがいる。
- 叔父に2023年中山大障害・東京ハイジャンプ・2024年阪神スプリングジャンプ勝ち馬のマイネルグロンがいる。
- 祖母マイネヌーヴェルはフラワーカップの勝ち馬、同馬の半弟に中山グランドジャンプ勝ち馬のマイネルネオス、全弟にシリウスステークス勝ち馬のマイネルアワグラス、京成杯・弥生賞勝ち馬のマイネルチャールズがいる。